# 常大淳
常 大淳（じょう だいじゅん、Cháng Dàchún、1792年 - 1853年）、字は蘭陔は、清朝の官僚。

## 生涯
湖南省衡陽出身。1823年に進士になり、編修となった。その後、福建督粮道、福建按察使代理、浙江塩運使、安徽按察使、陝西按察使、湖北布政使を歴任し、1850年に浙江巡撫となった。1851年、寧波に自ら赴いて海賊の布興を降した。
1852年、湖北巡撫に異動となった。当時、太平天国軍が北上して長沙を攻撃しており、湖北省と湖南省の兵は長沙に集中していた。そのため千人の兵しかいなかった岳州は陥落し、続いて太平天国軍は武漢三鎮に向かった。武漢には兵は5千しかおらず、頼みとしていた陝甘兵はいまだ来なかった。太平天国軍は先に漢陽を陥落させ、武昌を攻撃した。向栄が湖南省から援軍に駆けつけたものの太平天国軍に阻まれた。そして太平天国軍はトンネル作戦で武昌を陥落させ、常大淳は自殺した。朝廷は総督の待遇と文節の諡号を贈った。